# Gesvres

Gesvres este o comună în departamentul Mayenne, Franța. În 2009 avea o populație de 531 de locuitori.